# Умка (мультфільм)
«Умка» — радянський мальований мультфільм 1969 року, перший з популярної дилогії (трилогії) про ведмежа Умку, створеної режисерами Володимиром Пекарем і Володимиром Поповим на студії «Союзмультфільм». Автор сценарію — письменник Юрій Яковлєв.
Мультфільм і його продовження «Умка шукає друга» отримали величезну популярність завдяки вдало придуманому і намальованому образу білого ведмежати і його мами-ведмедиці, голосам акторів, музиці Євгена Крилатова і пісні (колискової) ведмедиці у виконанні Аїди Ведищевої.

## Озвучення
- Маргарита Корабельникова — Умка
- Клара Румянова — Хлопчик
- В. Попова — ведмедиця

## Українське закадрове озвучення
У 1992 році вперше мультфільм показував з одноголосим закадровим озвученням на каналі УТ-1 у програмі «Вечірня казка».
Вдруге озвучено двоголосим закадровим озвученням на студії «Бескиди» на замовлення телеканалу «Кіно» у 2006 році. Всі чоловічі ролі озвучив: Володимир Ставицький.
Втретє озвучено багатоголосим закадровим озвученням на студії «Так Треба Продакшн» на замовлення телеканалу «К1» у 2017 році. Ролі озвучували: Володимир Терещук, Олена Бліннікова і Наталя Задніпровська.